# Blomberg
Blomberg – miasto w Niemczech, położone w kraju związkowym Nadrenia Północna-Westfalia, w rejencji Detmold, w powiecie Lippe. W 2010 roku liczyło 16 171 mieszkańców.

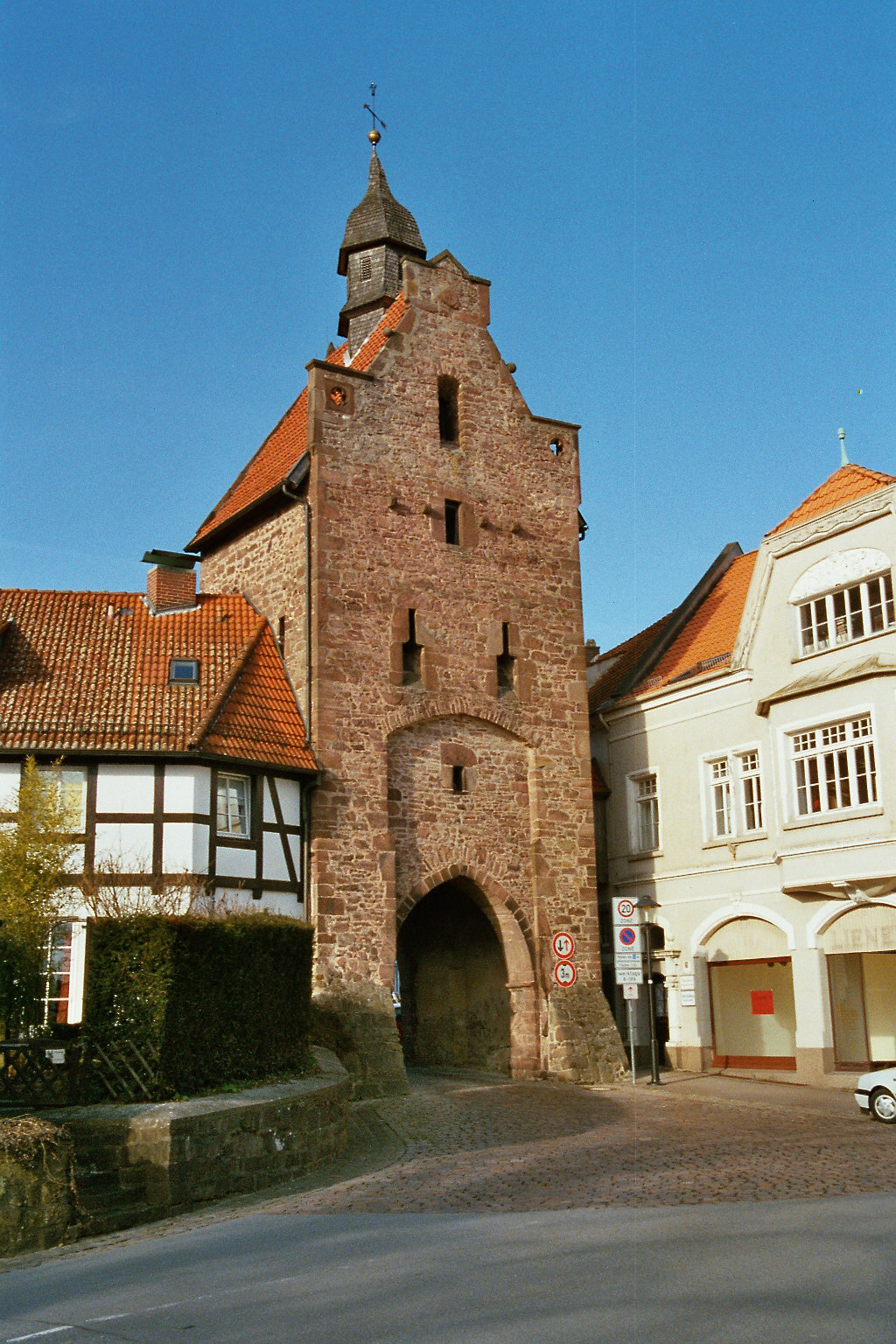
XV-wieczna wieża Niederntor w Blomberg

## Współpraca
Miejscowości partnerskie:
- Oschatz, Saksonia
- Papendrecht, Holandia
- Reinickendorf, Berlin